# Прапор Строне-Шльонські

Герб Клодзкого повіту, що відноситься безпосередньо до герба Клодзкого повіту

Прапор міста та ґміни Строни-Шльонскі - червона нашивка з пропорціями 5:8, на якій у передній частині розміщено герб Строне-Сльонське, а вільна частина обтяжена двома золотими скосинами.

## Історія
У 2012 році мер міста Строни-Шльонські оголосив конкурс на новий герб, а також на розробку прапора та логотипу. Ескіз герба та прапора-переможця розробили Роберт Фідура та Каміль Войціковскі. Прапор отримав позитивний висновок Геральдичної комісії 4 червня 2012 року та був прийнятий міською радою рішенням № XXIV/176/2012.

## Символи
Прапор поєднує міську символіку з регіональною. Лицьова частина відноситься безпосередньо до герба міста, а вільна частина – до герба Клодзкого комітату, на якому також були зображені золоті схили на червоному полі. Водночас це посилання на герб району Клодзко. Ґміна Строни-Шльонські розташована як на території історичного повіту, так і на території сучасного повіту .